# 诸圣堂 (特拉福德)

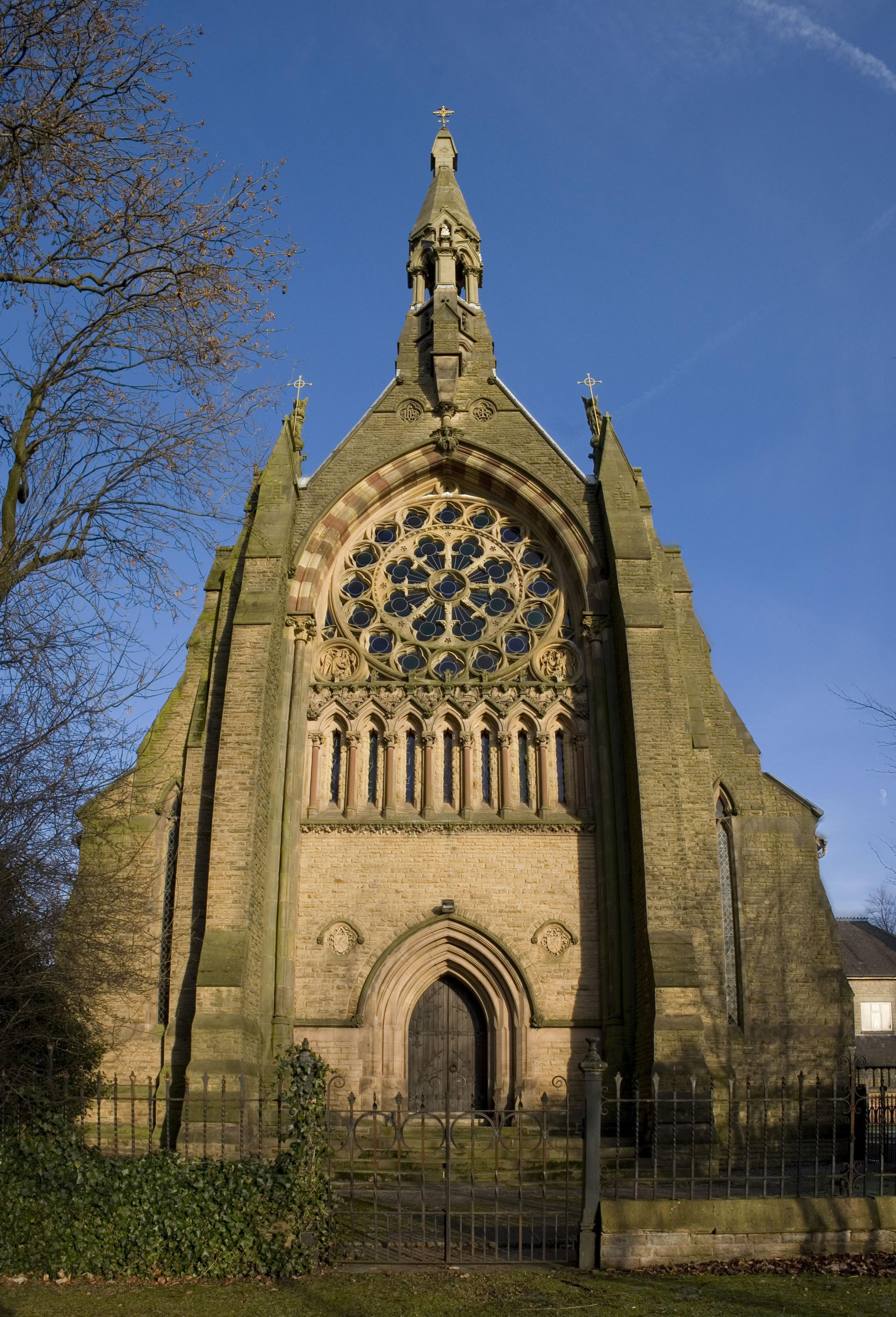
The western end of the church

諸聖堂（英語：All Saints' Church）是一座位於英國大曼彻斯特郡厄姆斯頓雷德克莱夫路的天主教教堂（經緯度地理位置 格網參考 SJ76649741），於1867年至1868年期間由E. W.普金修建。諸聖堂是一座I級登錄建築，被大眾認為是普金最傑出的作品之一。教堂内布满了禮拜區木頭長座椅、佈道祭壇、彩色玻璃等物件。